# پرنده بی پرنده
پرنده بی پرنده دومین آلبوم رضا یزدانی است. این آلبوم در سال ۱۳۸۲ توسط مؤسسه دارینوش پخش شد. این آلبوم نخستین همکاری یغما گلرویی و رضا یزدانی است، تمام ترانه‌های این آلبوم را یغما گلرویی سروده است و آهنگسازی تمام قطعه‌ها بر عهده رضا یزدانی است.
قطعه «پرنده بی پرنده» از این آلبوم در فیلم حکم مسعود کیمیایی با کمی تغییر در ترانه‌اش استفاده شد تا یزدانی نخستین همکاری‌اش در یک کار سینمایی را انجام دهد.

## فهرست ترانه‌ها
مدت ترانه‌ها از صفحه خرید آلبوم در آی‌تیونز بدست آمده است.
متن همهٔ ترانه‌ها توسط یغما گلرویی نوشته و موسیقی همهٔ آنها توسط رضا یزدانی ساخته شده‌است.
| شماره      | نام                | مدت   |
| ---------- | ------------------ | ----- |
| ۱.         | «جردن»             | ۴:۱۴  |
| ۲.         | «غیر مجاز»         | ۳:۲۹  |
| ۳.         | «کافه نادری»       | ۵:۴۲  |
| ۴.         | «شبنم بیداری»      | ۴:۲۱  |
| ۵.         | «یکی نبود»         | ۷:۲۸  |
| ۶.         | «یکی رفته بود»     | ۵:۰۵  |
| ۷.         | «پرنده بی پرنده»   | ۴:۲۸  |
| ۸.         | «مرثیه عاشقانه»    | ۵:۱۰  |
| ۹.         | «لاله زار»         | ۶:۱۵  |
| ۱۰.        | «بی بی هزار ستاره» | ۴:۰۹  |
| ۱۱.        | «نت آخر»           | ۴:۴۴  |
| ۱۲.        | «نمایش»            | ۶:۰۸  |
| مجموع مدت: | مجموع مدت:         | ۶۱:۱۳ |

## دست‌اندرکاران
- رضا یزدانی – خواننده، گیتار الکتریک
- حمیدرضا صدری – صفحه‌کلید، گیتار کلاسیک
- یغما گلرویی – گیتار کلاسیک
- یاور مراد – دف در قطعه «لاله زار»
- حسین بختیاری – آواز کوچه باغی در قطعه «لاله زار»
- سودابه شمس – همخوانی (نیازمند نام قطعات)
- دریا ولی‌لو – همخوانی (نیازمند نام قطعات)